# Villa Capponi (Barberino Val d'Elsa)
Villa Capponi o Giannozzi si trova in piazza Brandi a Marcialla, frazione di Barberino Val d'Elsa.

## Storia e descrizione
La villa sorge sul sito di una struttura difensiva del XII o XIII secolo, di cui esistono ancora alcune tracce negli spessi muri perimetrali (fino a due metri di spessore) nel settore centrale della villa. Anticamente era posseduta dai conti Guidi, ai quali seguirono i collegiati di San Gimignano e i Capponi. Nel 1779 Targioni Tozzetti rinvenne nel parco, che allora era di proprietà del senatore Ferdinando Capponi, degli ipogei etruschi. Nell'Ottocento fu dei conti Ulivi e dagli anni 1920 dei Giannozzi, attuali proprietari.
Il prospetto della villa, affacciato sulla piazza, ha forme tardo-cinquecentesche, con ampliamenti nel Settecento e un restauro dopo la seconda guerra mondiale; esso raccorda vari annessi (depositi, cantina, frantoio) aggiuntisi nel tempo. 
Diverse stanze presentano decorazioni ottocentesche di gusto geometrico, in parte lacunose. Il salone al pian terreno, voltato a mattoni, era decorato da un grande stemma, scomparso durante l'ultimo conflitto mondiale. 
Sul retro si estende il giardino circondato da un muro di cinta, dove si trova anche la limonaia con ampie vetrate.